# 田村颯大
田村 颯大 (たむら はやた、2009年8月20日 - ) は日本のアイドル。
スターダストプロモーション所属
EBiDAN NEXT 「BATTLE BOYS 7th STAGE 全国選抜」のメンバーとして活動中。

## 略歴
スターダストプロモーション所属後
新人＆若手俳優集団“EBiDAN”研究生“EBiDAN NEXT”に所属。
2024年7月20日　「EBiDAN NEXT TOKYO LIVE ‘24 vol.4」＠SHIBUYA PLEASURE PLEASUREにて初めてライブに参加。
2024年11月2日　「男・組長祭 2024」＠渋谷区文化総合センター大和田 さくらホールにてEBiDAN FUKUOKA 涼瀬一颯 と BOYSTERIOS from BATTLE BOYS 加入が決定。9人新体制初お披露目。
2025年1月31日 BOYZTERIOS from BATTLE BOYS　「Rise to the Future」各音楽配信サイトにて配信スタート。
2025年3月20日 「EBiDAN NEXT FESTIVAL 2025 SPRING」【第2部】ラスエバ×ボイテリ ツーマンライブ＠東京 シティホール＆ギャラリー五反田にてBOYSTERIOS解散。BATTLE BOYS 7th STAGE 全国選抜 SKYチームに選抜。
2025年4月6日　「POCKET PANiC×峯脇×EBiDAN NEXT 合同スペシャルイベント」＠アーバンドック ららぽーと豊洲 シーサイドデッキメインステージにてBATTLE BOYS 7th STAGE 全国選抜 初イベント参加、お披露目。
2025年5月3日 『BATTLE BOYS – SAKURA&SKY 1st BATTLE -』＠shibuya eggmanにてBATTLE BOYS 7th 初ワンマンライブ
フリーライブツアー「BATTLE BOYS SAKURA&SKY SUMMER CAMP!!!」開催決定。
　 ＠タワーレコード吉祥寺パルコ店　屋上イベントスペース（5月18日）
　 ＠イオンモールKYOTO Sakura館 4F Kotoホール（5月25日）
　 ＠泉中央駅前広場 isMe!おへそひろば（6月7日）
　 ＠有明ガーデン3Fみんなのテラス（6月8日）
　 ＠アスナル金山 明日なる！広場
　 ＠アリオ川口 1F センターコート（7月13日）
　 ＠セブンパーク天美 1F AMAMI STADIUM (7月26日)　に参加。
2025年6月20日 BUTTLE BOYS SKY 『青のページ』『Gimme Gimme』各音楽配信サイトにて配信スタート。

## 人物
趣味：ゲーム、音楽鑑賞、アニメ鑑賞、歌を聞いて歌うこと
特技：サッカー(6歳〜)
憧れの先輩：森田璃空(Lienel)
チャームポイント：笑うとなくなる目
　